# Чад Маккуин
Чад Маккуин (на английски: Chad Mcqueen; 28 декември 1960 – 11 септември 2024) е американски актьор, филмов продуцент и автомобилен състезател.

## Биография
Роден е в Лос Анджелис, Калифорния. Син е на актьора Стив Маккуин и филипинската актриса Нийл Адамс.
Чад Маккуин работи известно време като актьор, появява се в ролята на холандец в Карате кид, и много други роли. Работи и като продуцент.
От 1987 до 1990 г. има брак със Стейси Тотън. Двамата мат син, Стивън Р. Маккуин. От приятелката си Джени Гълбрайт той има две деца – Чейз (р. 1995 г.) и Мадисон (р. 1997 г.)

## Избрана филмография
- „Изрезки от вестник“ (1998)

- „Джими Холивуд“ (1994)

- „Огнена сила“ (1993)

- „Пръстенът на смъртта“ (1992)

- „Полицейски час“ (1991)
- „Карате кид 3“ (1989)
- „Карате кид 2“ (1986)
- „Карате кид“ (1984)